# ミライ小町
ミライ小町（ミライこまち、mirai komachi）は、バンダイナムコスタジオのゲーム開発技術や未来に向けた技術研究を紹介するために生まれたオリジナルキャラクター。

## 概要
22世紀からやってきた未来型アイドル。
21世紀ではバンダイナムコ研究所に所属し、未来に向けた研究のお手伝いをしたり、楽曲のリリースや、DJとしてイベント出演などもしています。
テクノロジーとネコとニンジンが大好きな、22世紀2月22日生まれの22歳。
2018年5月24日、『VOCALOID4 Library ミライ小町』を発売。

## 公式設定
- 身長：162cm
- 誕生日：2月22日
- 好きな動物：ねこ
- 好きな食べ物：にんじん

## 二次創作
公式素材は、非商用にかぎり二次創作に利用可能。

## ディスコグラフィー

### 配信限定シングル
| 発売日        | タイトル                     | レーベル             |
| ------------- | ---------------------------- | -------------------- |
| 2021年5月24日 | Future Melody -心から未来へ- | MIRAIKOMACHI PROJECT |
| 2021年5月24日 | future beat                  | MIRAIKOMACHI PROJECT |
| 2021年5月24日 | ミライ                       | MIRAIKOMACHI PROJECT |
| 2021年6月16日 | Future Wonderland            | MIRAIKOMACHI PROJECT |
| 2021年6月16日 | Mirai Rolling Bass           | MIRAIKOMACHI PROJECT |
| 2021年7月7日  | オーバーライド               | MIRAIKOMACHI PROJECT |
| 2021年7月7日  | 同じかもね                   | MIRAIKOMACHI PROJECT |
| 2022年7月16日 | AROUND AROUND                | MIRAIKOMACHI PROJECT |
| 2022年7月16日 | Irodoru♡Future               | MIRAIKOMACHI PROJECT |
| 2023年2月22日 | 未来色クリエイト             | MIRAIKOMACHI PROJECT |
| 2024年2月22日 | #ズットモットショット        | MIRAIKOMACHI PROJECT |
| 2024年5月24日 | Bright Future                | MIRAIKOMACHI PROJECT |
| 2024年5月24日 | ココロエボリューション       | MIRAIKOMACHI PROJECT |